# Campeonato Carioca de Voleibol Feminino de 2019
O Campeonato Carioca de Voleibol Feminino de 2019 foi a 74ª edição do também chamado campeonato estadual adulto na variante feminina do Rio de Janeiro.

## Participantes
| Equipe                  | Cidade         | Em 2018        | Títulos             |
| Fluminense              | Rio de Janeiro | 2º             | 27 (último em 2016) |
| Rio de Janeiro          | Rio de Janeiro | Campeão        | 14 (último em 2018) |
| Seleção Carioca Juvenil | Rio de Janeiro | Não participou | 9 (último em 1984)  |
| Flamengo                | Rio de Janeiro | 3º             | 8 (último em 1995)  |

## Fase classificatória
- Vitória por 3 sets a 0 ou 3 a 1: 3 pontos para o vencedor;
- Vitória por 3 sets a 2: 2 pontos para o vencedor e 1 ponto para o perdedor.
- Em caso de igualdade por pontos, os seguintes critérios servem como desempate: número de vitórias, média de sets e média de pontos.

|  |                              |
|  | Equipe classificada à final. |

|     |                         |     | Jogos | Jogos | Jogos | Resultados | Resultados | Resultados | Resultados | Resultados | Resultados | Sets | Sets | Sets  | Pontos | Pontos | Pontos |
| Pos | Equipe                  | Pts | T     | V     | D     | 3–0        | 3–1        | 3–2        | 2–3        | 1–3        | 0–3        | V    | P    | R     | V      | P      | R      |
| --- | ----------------------- | --- | ----- | ----- | ----- | ---------- | ---------- | ---------- | ---------- | ---------- | ---------- | ---- | ---- | ----- | ------ | ------ | ------ |
| 1   | Rio de Janeiro          | 9   | 3     | 3     | 0     | 2          | 1          | 0          | 0          | 0          | 0          | 9    | 1    | 9,000 | 248    | 194    | 1.278  |
| 2   | Flamengo                | 5   | 3     | 2     | 1     | 1          | 0          | 1          | 0          | 0          | 1          | 6    | 5    | 1.200 | 242    | 221    | 1.095  |
| 3   | Fluminense              | 4   | 3     | 1     | 2     | 1          | 0          | 0          | 1          | 1          | 0          | 6    | 6    | 1,000 | 272    | 254    | 1.071  |
| 4   | Seleção Carioca Juvenil | 0   | 3     | 0     | 3     | 0          | 0          | 0          | 0          | 0          | 3          | 0    | 9    | 0,000 | 132    | 225    | 0.587  |

Resultados
| 22 de outubro de 2019 18:00 Relatório | Fluminense | 3 – 0             | Seleção Carioca Juvenil | Ginásio do Fluminense, Rio de Janeiro |
| 22 de outubro de 2019 18:00 Relatório | 25         | Set 1 Set 2 Set 3 | 15 17 15                | Ginásio do Fluminense, Rio de Janeiro |

| 25 de outubro de 2019 18:00 Relatório | Rio de Janeiro | 3 – 0             | Seleção Carioca Juvenil | Ginásio da URCA, Rio de Janeiro |
| 25 de outubro de 2019 18:00 Relatório | 25             | Set 1 Set 2 Set 3 | 15 20 14                | Ginásio da URCA, Rio de Janeiro |

| 26 de outubro de 2019 17:00 Relatório | Flamengo | 3 – 0             | Seleção Carioca Juvenil | Arena da Gávea, Rio de Janeiro |
| 26 de outubro de 2019 17:00 Relatório | 25       | Set 1 Set 2 Set 3 | 12 16 8                 | Arena da Gávea, Rio de Janeiro |

| 28 de outubro de 2019 20:00 Relatório | Fluminense  | 2 – 3                         | Flamengo    | Ginásio do Fluminense, Rio de Janeiro |
| 28 de outubro de 2019 20:00 Relatório | 25 23 24 13 | Set 1 Set 2 Set 3 Set 4 Set 5 | 21 25 26 15 | Ginásio do Fluminense, Rio de Janeiro |

| 31 de outubro de 2019 20:00 Relatório | Flamengo | 0 – 3             | Rio de Janeiro | Arena da Gávea, Rio de Janeiro |
| 31 de outubro de 2019 20:00 Relatório | 12 16 8  | Set 1 Set 2 Set 3 | 25             | Arena da Gávea, Rio de Janeiro |

| 4 de novembro de 2019 20:00 Relatório | Rio de Janeiro | 3 – 1                   | Fluminense  | Ginásio do Tijuca Tênis Clube, Rio de Janeiro |
| 4 de novembro de 2019 20:00 Relatório | 20 25 28       | Set 1 Set 2 Set 3 Set 4 | 25 20 16 26 | Ginásio do Tijuca Tênis Clube, Rio de Janeiro |

## Fase final
| 8 de novembro de 2019 19:00 Relatório | Rio de Janeiro | 3 – 0                   | Flamengo | Ginásio do Tijuca Tênis Clube, Rio de Janeiro |
| 8 de novembro de 2019 19:00 Relatório | 25             | Set 1 Set 2 Set 3 Set 4 | 11 22    | Ginásio do Tijuca Tênis Clube, Rio de Janeiro |

## Premiação
| Campeonato Carioca de Voleibol de 2019 |
| Rio de Janeiro                         |
| -------------------------------------- |
| Rio de Janeiro Campeão (15º título)    |